# Wohn- und Wirtschaftsgebäude Kraienholt 30
Das Wohn- und Wirtschaftsgebäude Kraienholt 30 in der niedersächsischen Samtgemeinde Land Hadeln, Gemeinde Wingst, im Landkreis Cuxhaven, stammt vom 19. Jahrhundert. Aktuell (2024) wird es als Wohnhaus und wohl landwirtschaftlich genutzt.
Das Gebäude steht unter Denkmalschutz (siehe auch Liste der Baudenkmale in Wingst).

## Geschichte und Beschreibung
Wingst wurde 1301 als Wingsthöhe erstmals erwähnt und als organisatorische Einheit Wingster District erst um 1770.
Das eingeschossige traufständige Gebäude in Einzellage als Zweiständer-Hallenhaus in Fachwerk mit Steinausfachungen und Satteldach wurde 1853 (Inschrift) gebaut. Der Wirtschaftsgiebel mit der gleichmäßigen Rasterstruktur hat eine korbbogige Groote Door, eine regionaltypische waagerechte Verbretterung in der Giebelspitze und das traditionelle Uhlenloch. Die große Diele ist sechs Fache lang und der Wohnteil gegenüber dem Wirtschaftsteil etwas eingezogen.
Das Landesdenkmalamt befand u. a.: „… regionstypisches Hallenhaus in Zweiständerkonstruktion …“